# 飯石郡
- 令制国一覧 > 山陰道 > 出雲国 > 飯石郡
- 日本 > 中国地方 > 島根県 > 飯石郡

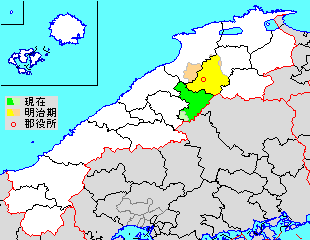
島根県飯石郡の位置（緑：飯南町 薄黄：後に他郡に編入された区域 薄緑：後に他郡から編入した区域）

飯石郡（いいしぐん）は、島根県（出雲国）の郡。
人口4,143人、面積242.88km²、人口密度17.1人/km²。（2025年3月1日、推計人口）
以下の1町を含む。
- 飯南町（いいなんちょう）

## 郡域
1879年（明治12年）に行政区画として発足した当時の郡域は、下記の区域にあたる。
- 出雲市の一部（西谷町・佐田町須佐・佐田町朝原・佐田町原田・佐田町反邊・佐田町大呂）
- 雲南市の一部（三刀屋町各町・吉田町各町・掛合町各町・木次町下熊谷・木次町上熊谷）
- 飯南町の大部分（塩谷・井戸谷・畑田を除く）

## 歴史

### 古代
律令制の施行により制定されたと考えられる。郡名は『出雲国風土記』によれば、伊毘志都幣命（いひしつべのみこと）という神がこの地に鎮座していたことに因むという。郡家は多禰郷にあった。

#### 郷里
天平5年（733年）2月30日に成立したとされる『出雲国風土記』には7つの郷の内に19の里があったと記され、以下の郷の記載がある。波多郷と来嶋郷にはそれぞれ2つの里が、他の5つの郷にはそれぞれ3つの里があった。
- 熊谷郷 - 現在の雲南市三刀屋町上熊谷、下熊谷、木次町上熊谷、下熊谷辺り。
- 三屋郷 - 三刀矢郷から神亀3年（726年）に改名した。現在の雲南市三刀屋町三刀屋、伊萱、給下、古城、高窪、里房、殿河内、粟谷、根波別所辺り。
- 飯石郷 - 伊鼻志郷から神亀3年（726年）に改名した。現在の雲南市三刀屋町多久和、神代、中野、六重、吉田町川手、深野、曽木辺り。
- 多禰郷 - 種郷から神亀3年（726年）に改名した。現在の雲南市三刀屋町乙加宮、坂本、須所、掛合町多根、松笠、掛合、入間、吉田町吉田辺り。
- 須佐郷 - 現在の出雲市佐田町須佐、反辺、原田、大呂、大川、雲南市掛合町穴見辺り。
- 波多郷 - 現在の雲南市掛合町波多、飯石郡飯南町志津見、八神、角井、獅子、長谷辺り。
- 来嶋郷 - 現在の飯石郡飯南町頓原、上来島、下来島、佐見、野萱、真木、赤名、上赤名、下赤名辺り。

#### 式内社
『延喜式』神名帳に記される郡内の式内社。
| 神名帳             | 神名帳          | 神名帳 | 神名帳 | 比定社   | 比定社                               | 比定社 | 集成 |
| 社名               | 読み            | 格     | 付記   | 社名     | 所在地                               | 備考   | 集成 |
| ------------------ | --------------- | ------ | ------ | -------- | ------------------------------------ | ------ | ---- |
| 飯石郡 5座（並小） |                 |        |        |          |                                      |        |      |
| 三屋神社           | ミトヤノ ミヤケ | 小     |        | 三屋神社 | 島根県雲南市三刀屋町給下865          |        |      |
| 多倍神社           | タヘノ          | 小     |        | 多倍神社 | 島根県出雲市佐田町反辺1064           |        |      |
| 飯石神社           | イヒシ          | 小     |        | 飯石神社 | 島根県雲南市三刀屋町多久和1065       |        |      |
| 須佐神社           | スサノ          | 小     |        | 須佐神社 | 島根県出雲市佐田町宮内730            |        |      |
| 川辺神社           | カハヘノ        | 小     |        | 川辺神社 | 島根県雲南市木次町上熊谷中の段1462-1 |        |      |
| 凡例を表示         |                 |        |        |          |                                      |        |      |

### 近世以降の沿革
- 「旧高旧領取調帳データベース」に記載されている明治初年時点での支配は以下の通り[注釈 2]。（61村）

| 知行 | 知行           | 村数 | 村名 |
| ---- | -------------- | ---- | --- |
| 藩領 | 出雲松江藩     | 36村 | 三刀屋村、萱原村、粟谷村、掛合村、給下村、案田村、大谷村、尾崎村、屋内村、法師田村、伊萱村、殿河内村、掛合宮内村、加食田村、根波別所村、里坊村、乙多田村、坂本村、松笠村、下熊谷村、上熊谷村、神代村、川手村、深野村、上山村、曽木村、多久和村、須所村、六重村、中野村、吉田村、朝原村、反辺村、宮内村、原田村、民谷村 |
| 藩領 | 出雲広瀬藩     | 24村 | 民谷宇山村、上赤名村、下赤名村、下来島村、志津見村、花栗村、獅子村、都加賀村、畑村、大路村、八幡村、入間村、竹尾村、穴見村、小田村、真木村、野萱村、上来島村、八神村、角井村、長谷村、佐見村、頓原村、刀根村 |
| 藩領 | 松江藩・広瀬藩 | 1村  | 多根村 |

- 明治4年
  - 7月14日（1871年8月29日） - 廃藩置県により松江県、広瀬県の管轄となる。
  - 11月15日（1871年12月26日） - 第1次府県統合により、全域が島根県の管轄となる。
- 明治8年（1875年）9月5日[1]（52村）
  - 案田村・大谷村および尾崎村の一部（本郷地区）が合併して古城村となる。
  - 屋内村・法師田村が合併して高窪村となる。
  - 掛合宮内村・加食田村・乙多田村が合併して乙加宮村となる。
  - 大路村・八幡村が合併して大呂村となる。
  - 畑村・刀根村が合併して波多村となる。
  - 萱原村および尾崎村の残部（字三谷後浜）が三刀屋村に、竹尾村が入間村にそれぞれ合併。
- 明治12年（1879年）1月12日 - 郡区町村編制法の島根県での施行により行政区画としての飯石郡が発足。郡役所が掛合村に設置。

### 町村制以降の沿革

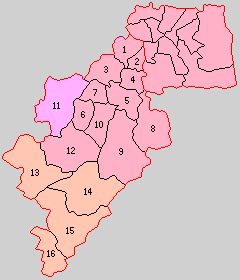
1.一宮村 2.三刀屋村 3.鍋山村 4.飯石村 5.中野村 6.松笠村 7.多根村 8.田井村 9.吉田村 10.掛合村 11.須佐村 12.波多村 13.志々村 14.頓原村 15.来島村 16.赤名村（桃：出雲市 赤：雲南市 橙：飯南町）

- 明治22年（1889年）4月1日 - 町村制の施行により、下記の各村が発足。特記以外は現・雲南市。（16村）
  - 一宮村 ← 給下村、伊萱村、古城村（現・雲南市）、高窪村（現・雲南市、出雲市）
  - 三刀屋村 ← 三刀屋村、三刀屋町[注釈 14]、下熊谷村
  - 鍋山村 ← 殿河内村、乙加宮村、里坊村、根波別所村
  - 飯石村 ← 粟谷村、多久和村、上熊谷村
  - 中野村 ← 六重村、神代村、中野村、須所村、坂本村
  - 松笠村（単独村制）
  - 多根村（単独村制）
  - 田井村 ← 曽木村、上山村、深野村、川手村
  - 吉田村 ← 吉田村、吉田町[注釈 14]、民谷村
  - 掛合村 ← 掛合村、懸合町[注釈 15]
  - 須佐村 ← 宮内村、朝原村、原田村、反辺村、大呂村（現・出雲市）
  - 波多村 ← 波多村、入間村、穴見村
  - 志々村 ← 八神村、志津見村、獅子村、角井村（現・飯南町）
  - 頓原村 ← 都加賀村、頓原村、頓原町[注釈 14]、花栗村、佐見村、長谷村（現・飯南町）
  - 来島村 ← 小田村、真木村、上来島村、野萱村、下来島村（現・飯南町）
  - 赤名村 ← 上赤名村、赤名町[注釈 16]、下赤名村（現・飯南町）
- 明治29年（1896年）2月20日 - 須佐村が分割し、一部（宮内・原田・朝原）に東須佐村、残部（大呂・反辺）に西須佐村がそれぞれ発足。（17村）
- 明治29年（1896年）8月1日 - 郡制を施行。
- 大正12年（1923年）4月1日 - 郡会が廃止。郡役所は存続。
- 大正15年（1926年）7月1日 - 郡役所が廃止。以降は地域区分名称となる。
- 昭和3年（1928年）11月1日 - 三刀屋村が町制施行して三刀屋町となる。（1町16村）
- 昭和9年（1934年）8月1日 - 赤名村が町制施行して赤名町となる。（2町15村）
- 昭和16年（1941年）11月3日
  - 一宮村の一部（高窪のうち字西谷）が簸川郡上津村に編入。
  - 三刀屋町・一宮村が合併し、改めて三刀屋町が発足。[2]（2町14村）
- 昭和24年（1949年）4月29日 - 頓原村が町制施行して頓原町となる。（3町13村）
- 昭和26年（1951年）
  - 4月1日 - 掛合村・多根村・松笠村が合併し、改めて掛合村が発足。（3町11村）
  - 8月1日 - 掛合村が町制施行して掛合町となる。（4町10村）
- 昭和28年（1953年）
  - 4月1日 - 赤名町と邑智郡谷村が合併し、改めて赤名町が発足。
  - 11月10日 - 東須佐村・西須佐村が合併して須佐村が発足。（4町9村）
- 昭和29年（1954年）
  - 1月20日 - 三刀屋町・飯石村・鍋山村・中野村が合併し、改めて三刀屋町が発足。（4町6村）
  - 11月3日 - 吉田村・田井村が合併し、改めて吉田村が発足。（4町5村）
- 昭和30年（1955年）4月1日 - 掛合町・波多村が合併し、改めて掛合町が発足。（4町4村）
- 昭和31年（1956年）6月10日 - 須佐村が簸川郡窪田村と合併して簸川郡佐田村が発足し、郡より離脱。（4町3村）
- 昭和32年（1957年）
  - 1月1日 - 来島村・赤名町が合併して赤来町が発足。（4町2村）
  - 2月1日 - 志々村・頓原町が合併し、改めて頓原町が発足。（4町1村）
  - 6月1日 - 三刀屋町の一部（上熊谷・下熊谷の各一部）が大原郡木次町に編入。
- 平成16年（2004年）11月1日 - 三刀屋町・吉田村・掛合町が大原郡大東町・加茂町・木次町と合併して雲南市が発足し、郡より離脱。（2町）
- 平成17年（2005年）1月1日 - 頓原町・赤来町が合併して飯南町が発足。（1町）

### 変遷表
| 明治以前       | 明治以前       | 明治8年9月5日 | 明治22年 4月1日 町村制施行 | 明治22年 - 大正15年      | 昭和元年 - 昭和29年                | 昭和元年 - 昭和29年                | 昭和30年- 昭和39年                 | 昭和40年- 昭和64年                       | 平成元年 - 現在              | 現在   |
| -------------- | -------------- | ------------- | -------------------------- | ------------------------ | ---------------------------------- | ---------------------------------- | ---------------------------------- | ---------------------------------------- | ---------------------------- | ------ |
| 懸合町         | 懸合町         | 懸合町        | 掛合村                     | 掛合村                   | 昭和26年4月1日 掛合村              | 昭和26年8月1日 町制 掛合町         | 昭和30年4月1日 掛合町              | 掛合町                                   | 平成16年11月1日 雲南市の一部 | 雲南市 |
| 掛合村         | 掛合村         | 掛合村        | 掛合村                     | 掛合村                   | 昭和26年4月1日 掛合村              | 昭和26年8月1日 町制 掛合町         | 昭和30年4月1日 掛合町              | 掛合町                                   | 平成16年11月1日 雲南市の一部 | 雲南市 |
| 多根村         | 多根村         | 多根村        | 多根村                     | 多根村                   | 昭和26年4月1日 掛合村              | 昭和26年8月1日 町制 掛合町         | 昭和30年4月1日 掛合町              | 掛合町                                   | 平成16年11月1日 雲南市の一部 | 雲南市 |
| 松笠村         | 松笠村         | 松笠村        | 松笠村                     | 松笠村                   | 昭和26年4月1日 掛合村              | 昭和26年8月1日 町制 掛合町         | 昭和30年4月1日 掛合町              | 掛合町                                   | 平成16年11月1日 雲南市の一部 | 雲南市 |
| 畑村           | 畑村           | 波多村        | 波多村                     | 波多村                   | 波多村                             | 波多村                             | 昭和30年4月1日 掛合町              | 掛合町                                   | 平成16年11月1日 雲南市の一部 | 雲南市 |
| 刀根村         |                | 波多村        | 波多村                     | 波多村                   | 波多村                             | 波多村                             | 昭和30年4月1日 掛合町              | 掛合町                                   | 平成16年11月1日 雲南市の一部 | 雲南市 |
| 入間村         | 入間村         | 入間村        | 波多村                     | 波多村                   | 波多村                             | 波多村                             | 昭和30年4月1日 掛合町              | 掛合町                                   | 平成16年11月1日 雲南市の一部 | 雲南市 |
| 竹尾村         |                | 入間村        | 波多村                     | 波多村                   | 波多村                             | 波多村                             | 昭和30年4月1日 掛合町              | 掛合町                                   | 平成16年11月1日 雲南市の一部 | 雲南市 |
| 穴見村         | 穴見村         | 穴見村        | 波多村                     | 波多村                   | 波多村                             | 波多村                             | 昭和30年4月1日 掛合町              | 掛合町                                   | 平成16年11月1日 雲南市の一部 | 雲南市 |
| 吉田町         | 吉田町         | 吉田町        | 吉田村                     | 吉田村                   | 吉田村                             | 昭和29年11月3日 吉田村             | 吉田村                             | 吉田村                                   | 平成16年11月1日 雲南市の一部 | 雲南市 |
| 吉田村         | 吉田村         | 吉田村        | 吉田村                     | 吉田村                   | 吉田村                             | 昭和29年11月3日 吉田村             | 吉田村                             | 吉田村                                   | 平成16年11月1日 雲南市の一部 | 雲南市 |
| 民谷村         | 民谷村         | 民谷村        | 吉田村                     | 吉田村                   | 吉田村                             | 昭和29年11月3日 吉田村             | 吉田村                             | 吉田村                                   | 平成16年11月1日 雲南市の一部 | 雲南市 |
| 曽木村         | 曽木村         | 曽木村        | 田井村                     | 田井村                   | 田井村                             | 昭和29年11月3日 吉田村             | 吉田村                             | 吉田村                                   | 平成16年11月1日 雲南市の一部 | 雲南市 |
| 上山村         | 上山村         | 上山村        | 田井村                     | 田井村                   | 田井村                             | 昭和29年11月3日 吉田村             | 吉田村                             | 吉田村                                   | 平成16年11月1日 雲南市の一部 | 雲南市 |
| 深野村         | 深野村         | 深野村        | 田井村                     | 田井村                   | 田井村                             | 昭和29年11月3日 吉田村             | 吉田村                             | 吉田村                                   | 平成16年11月1日 雲南市の一部 | 雲南市 |
| 川手村         | 川手村         | 川手村        | 田井村                     | 田井村                   | 田井村                             | 昭和29年11月3日 吉田村             | 吉田村                             | 吉田村                                   | 平成16年11月1日 雲南市の一部 | 雲南市 |
| 六重村         | 六重村         | 六重村        | 中野村                     | 中野村                   | 中野村                             | 昭和29年1月20日 三刀屋町           | 三刀屋町                           | 三刀屋町                                 | 平成16年11月1日 雲南市の一部 | 雲南市 |
| 神代村         | 神代村         | 神代村        | 中野村                     | 中野村                   | 中野村                             | 昭和29年1月20日 三刀屋町           | 三刀屋町                           | 三刀屋町                                 | 平成16年11月1日 雲南市の一部 | 雲南市 |
| 中野村         | 中野村         | 中野村        | 中野村                     | 中野村                   | 中野村                             | 昭和29年1月20日 三刀屋町           | 三刀屋町                           | 三刀屋町                                 | 平成16年11月1日 雲南市の一部 | 雲南市 |
| 須所村         | 須所村         | 須所村        | 中野村                     | 中野村                   | 中野村                             | 昭和29年1月20日 三刀屋町           | 三刀屋町                           | 三刀屋町                                 | 平成16年11月1日 雲南市の一部 | 雲南市 |
| 坂本村         | 坂本村         | 坂本村        | 中野村                     | 中野村                   | 中野村                             | 昭和29年1月20日 三刀屋町           | 三刀屋町                           | 三刀屋町                                 | 平成16年11月1日 雲南市の一部 | 雲南市 |
| 殿河内村       | 殿河内村       | 殿河内村      | 鍋山村                     | 鍋山村                   | 鍋山村                             | 昭和29年1月20日 三刀屋町           | 三刀屋町                           | 三刀屋町                                 | 平成16年11月1日 雲南市の一部 | 雲南市 |
| 掛合宮内村     | 掛合宮内村     | 乙加宮村      | 鍋山村                     | 鍋山村                   | 鍋山村                             | 昭和29年1月20日 三刀屋町           | 三刀屋町                           | 三刀屋町                                 | 平成16年11月1日 雲南市の一部 | 雲南市 |
| 加食田村       |                | 乙加宮村      | 鍋山村                     | 鍋山村                   | 鍋山村                             | 昭和29年1月20日 三刀屋町           | 三刀屋町                           | 三刀屋町                                 | 平成16年11月1日 雲南市の一部 | 雲南市 |
| 乙多田村       |                | 乙加宮村      | 鍋山村                     | 鍋山村                   | 鍋山村                             | 昭和29年1月20日 三刀屋町           | 三刀屋町                           | 三刀屋町                                 | 平成16年11月1日 雲南市の一部 | 雲南市 |
| 里坊村         | 里坊村         | 里坊村        | 鍋山村                     | 鍋山村                   | 鍋山村                             | 昭和29年1月20日 三刀屋町           | 三刀屋町                           | 三刀屋町                                 | 平成16年11月1日 雲南市の一部 | 雲南市 |
| 根波別所村     | 根波別所村     | 根波別所村    | 鍋山村                     | 鍋山村                   | 鍋山村                             | 昭和29年1月20日 三刀屋町           | 三刀屋町                           | 三刀屋町                                 | 平成16年11月1日 雲南市の一部 | 雲南市 |
| 粟谷村         | 粟谷村         | 粟谷村        | 飯石村                     | 飯石村                   | 飯石村                             | 昭和29年1月20日 三刀屋町           | 三刀屋町                           | 三刀屋町                                 | 平成16年11月1日 雲南市の一部 | 雲南市 |
| 多久和村       | 多久和村       | 多久和村      | 飯石村                     | 飯石村                   | 飯石村                             | 昭和29年1月20日 三刀屋町           | 三刀屋町                           | 三刀屋町                                 | 平成16年11月1日 雲南市の一部 | 雲南市 |
| 上熊谷村       | 一部           | 上熊谷村      | 飯石村                     | 飯石村                   | 飯石村                             | 昭和29年1月20日 三刀屋町           | 三刀屋町                           | 三刀屋町                                 | 平成16年11月1日 雲南市の一部 | 雲南市 |
| 上熊谷村       | 一部           | 上熊谷村      | 飯石村                     | 飯石村                   | 飯石村                             | 昭和29年1月20日 三刀屋町           | 昭和32年6月1日 大原郡木次町に編入  | 大原郡木次町                             | 平成16年11月1日 雲南市の一部 | 雲南市 |
| 下熊谷村       | 一部           | 下熊谷村      | 三刀屋村                   | 三刀屋村                 | 昭和3年11月1日 町制 三刀屋町       | 昭和29年1月20日 三刀屋町           | 昭和32年6月1日 大原郡木次町に編入  | 大原郡木次町                             | 平成16年11月1日 雲南市の一部 | 雲南市 |
| 下熊谷村       | 一部           | 下熊谷村      | 三刀屋村                   | 三刀屋村                 | 昭和3年11月1日 町制 三刀屋町       | 昭和29年1月20日 三刀屋町           | 三刀屋町                           | 三刀屋町                                 | 平成16年11月1日 雲南市の一部 | 雲南市 |
| 三刀屋町       | 三刀屋町       | 三刀屋町      | 三刀屋村                   | 三刀屋村                 | 昭和3年11月1日 町制 三刀屋町       | 昭和29年1月20日 三刀屋町           | 三刀屋町                           | 三刀屋町                                 | 平成16年11月1日 雲南市の一部 | 雲南市 |
| 三刀屋村       | 三刀屋村       | 三刀屋村      | 三刀屋村                   | 三刀屋村                 | 昭和3年11月1日 町制 三刀屋町       | 昭和29年1月20日 三刀屋町           | 三刀屋町                           | 三刀屋町                                 | 平成16年11月1日 雲南市の一部 | 雲南市 |
| 萱原村         |                | 三刀屋村      | 三刀屋村                   | 三刀屋村                 | 昭和3年11月1日 町制 三刀屋町       | 昭和29年1月20日 三刀屋町           | 三刀屋町                           | 三刀屋町                                 | 平成16年11月1日 雲南市の一部 | 雲南市 |
| 尾崎村         | （字三谷後浜） | 三刀屋村      | 三刀屋村                   | 三刀屋村                 | 昭和3年11月1日 町制 三刀屋町       | 昭和29年1月20日 三刀屋町           | 三刀屋町                           | 三刀屋町                                 | 平成16年11月1日 雲南市の一部 | 雲南市 |
| 尾崎村         | （本郷地区）   | 古城村        | 一宮村                     | 一宮村                   | 昭和16年11月3日 三刀屋町に編入     | 昭和29年1月20日 三刀屋町           | 三刀屋町                           | 三刀屋町                                 | 平成16年11月1日 雲南市の一部 | 雲南市 |
| 案田村         |                | 古城村        | 一宮村                     | 一宮村                   | 昭和16年11月3日 三刀屋町に編入     | 昭和29年1月20日 三刀屋町           | 三刀屋町                           | 三刀屋町                                 | 平成16年11月1日 雲南市の一部 | 雲南市 |
| 大谷村         |                | 古城村        | 一宮村                     | 一宮村                   | 昭和16年11月3日 三刀屋町に編入     | 昭和29年1月20日 三刀屋町           | 三刀屋町                           | 三刀屋町                                 | 平成16年11月1日 雲南市の一部 | 雲南市 |
| 伊萱村         | 伊萱村         | 伊萱村        | 一宮村                     | 一宮村                   | 昭和16年11月3日 三刀屋町に編入     | 昭和29年1月20日 三刀屋町           | 三刀屋町                           | 三刀屋町                                 | 平成16年11月1日 雲南市の一部 | 雲南市 |
| 給下村         | 給下村         | 給下村        | 一宮村                     | 一宮村                   | 昭和16年11月3日 三刀屋町に編入     | 昭和29年1月20日 三刀屋町           | 三刀屋町                           | 三刀屋町                                 | 平成16年11月1日 雲南市の一部 | 雲南市 |
| 屋内村         | 屋内村         | 高窪村        | 一宮村                     | 一宮村                   | 昭和16年11月3日 三刀屋町に編入     | 昭和29年1月20日 三刀屋町           | 三刀屋町                           | 三刀屋町                                 | 平成16年11月1日 雲南市の一部 | 雲南市 |
| 法師田村       | 一部を除く     | 高窪村        | 一宮村                     | 一宮村                   | 昭和16年11月3日 三刀屋町に編入     | 昭和29年1月20日 三刀屋町           | 三刀屋町                           | 三刀屋町                                 | 平成16年11月1日 雲南市の一部 | 雲南市 |
| 法師田村       | 一部           | 高窪村        | 一宮村                     | 一宮村                   | 昭和16年11月3日 簸川郡上津村に編入 | 昭和16年11月3日 簸川郡上津村に編入 | 昭和30年3月22日 出雲市に編入       | 出雲市                                   | 平成17年3月22日 出雲市の一部 | 出雲市 |
| 宮内村         | 宮内村         | 宮内村        | 須佐村                     | 明治29年2月20日 東須佐村 | 東須佐村                           | 昭和28年11月10日 須佐村            | 昭和31年6月10日 簸川郡佐田村の一部 | 昭和44年11月3日 町制 簸川郡 佐田町の一部 | 平成17年3月22日 出雲市の一部 | 出雲市 |
| 朝原村         | 朝原村         | 朝原村        | 須佐村                     | 明治29年2月20日 東須佐村 | 東須佐村                           | 昭和28年11月10日 須佐村            | 昭和31年6月10日 簸川郡佐田村の一部 | 昭和44年11月3日 町制 簸川郡 佐田町の一部 | 平成17年3月22日 出雲市の一部 | 出雲市 |
| 原田村         | 原田村         | 原田村        | 須佐村                     | 明治29年2月20日 東須佐村 | 東須佐村                           | 昭和28年11月10日 須佐村            | 昭和31年6月10日 簸川郡佐田村の一部 | 昭和44年11月3日 町制 簸川郡 佐田町の一部 | 平成17年3月22日 出雲市の一部 | 出雲市 |
| 反辺村         | 反辺村         | 反辺村        | 須佐村                     | 明治29年2月20日 西須佐村 | 西須佐村                           | 昭和28年11月10日 須佐村            | 昭和31年6月10日 簸川郡佐田村の一部 | 昭和44年11月3日 町制 簸川郡 佐田町の一部 | 平成17年3月22日 出雲市の一部 | 出雲市 |
| 大路村         | 大路村         | 大呂村        | 須佐村                     | 明治29年2月20日 西須佐村 | 西須佐村                           | 昭和28年11月10日 須佐村            | 昭和31年6月10日 簸川郡佐田村の一部 | 昭和44年11月3日 町制 簸川郡 佐田町の一部 | 平成17年3月22日 出雲市の一部 | 出雲市 |
| 八幡村         |                | 大呂村        | 須佐村                     | 明治29年2月20日 西須佐村 | 西須佐村                           | 昭和28年11月10日 須佐村            | 昭和31年6月10日 簸川郡佐田村の一部 | 昭和44年11月3日 町制 簸川郡 佐田町の一部 | 平成17年3月22日 出雲市の一部 | 出雲市 |
| 頓原町         | 頓原町         | 頓原町        | 頓原村                     | 頓原村                   | 昭和24年4月29日 町制 頓原町        | 昭和24年4月29日 町制 頓原町        | 昭和32年2月1日 頓原町              | 頓原町                                   | 平成17年1月1日 飯南町        | 飯南町 |
| 頓原村         | 頓原村         | 頓原村        | 頓原村                     | 頓原村                   | 昭和24年4月29日 町制 頓原町        | 昭和24年4月29日 町制 頓原町        | 昭和32年2月1日 頓原町              | 頓原町                                   | 平成17年1月1日 飯南町        | 飯南町 |
| 都加賀村       | 都加賀村       | 都加賀村      | 頓原村                     | 頓原村                   | 昭和24年4月29日 町制 頓原町        | 昭和24年4月29日 町制 頓原町        | 昭和32年2月1日 頓原町              | 頓原町                                   | 平成17年1月1日 飯南町        | 飯南町 |
| 花栗村         | 花栗村         | 花栗村        | 頓原村                     | 頓原村                   | 昭和24年4月29日 町制 頓原町        | 昭和24年4月29日 町制 頓原町        | 昭和32年2月1日 頓原町              | 頓原町                                   | 平成17年1月1日 飯南町        | 飯南町 |
| 佐見村         | 佐見村         | 佐見村        | 頓原村                     | 頓原村                   | 昭和24年4月29日 町制 頓原町        | 昭和24年4月29日 町制 頓原町        | 昭和32年2月1日 頓原町              | 頓原町                                   | 平成17年1月1日 飯南町        | 飯南町 |
| 長谷村         | 長谷村         | 長谷村        | 頓原村                     | 頓原村                   | 昭和24年4月29日 町制 頓原町        | 昭和24年4月29日 町制 頓原町        | 昭和32年2月1日 頓原町              | 頓原町                                   | 平成17年1月1日 飯南町        | 飯南町 |
| 八神村         | 八神村         | 八神村        | 志々村                     | 志々村                   | 志々村                             | 志々村                             | 昭和32年2月1日 頓原町              | 頓原町                                   | 平成17年1月1日 飯南町        | 飯南町 |
| 志津見村       | 志津見村       | 志津見村      | 志々村                     | 志々村                   | 志々村                             | 志々村                             | 昭和32年2月1日 頓原町              | 頓原町                                   | 平成17年1月1日 飯南町        | 飯南町 |
| 獅子村         | 獅子村         | 獅子村        | 志々村                     | 志々村                   | 志々村                             | 志々村                             | 昭和32年2月1日 頓原町              | 頓原町                                   | 平成17年1月1日 飯南町        | 飯南町 |
| 角井村         | 角井村         | 角井村        | 志々村                     | 志々村                   | 志々村                             | 志々村                             | 昭和32年2月1日 頓原町              | 頓原町                                   | 平成17年1月1日 飯南町        | 飯南町 |
| 小田村         | 小田村         | 小田村        | 来島村                     | 来島村                   | 来島村                             | 来島村                             | 昭和32年1月1日 赤来町              | 赤来町                                   | 平成17年1月1日 飯南町        | 飯南町 |
| 上来島村       | 上来島村       | 上来島村      | 来島村                     | 来島村                   | 来島村                             | 来島村                             | 昭和32年1月1日 赤来町              | 赤来町                                   | 平成17年1月1日 飯南町        | 飯南町 |
| 下来島村       | 下来島村       | 下来島村      | 来島村                     | 来島村                   | 来島村                             | 来島村                             | 昭和32年1月1日 赤来町              | 赤来町                                   | 平成17年1月1日 飯南町        | 飯南町 |
| 野萱村         | 野萱村         | 野萱村        | 来島村                     | 来島村                   | 来島村                             | 来島村                             | 昭和32年1月1日 赤来町              | 赤来町                                   | 平成17年1月1日 飯南町        | 飯南町 |
| 真木村         | 真木村         | 真木村        | 来島村                     | 来島村                   | 来島村                             | 来島村                             | 昭和32年1月1日 赤来町              | 赤来町                                   | 平成17年1月1日 飯南町        | 飯南町 |
| 赤名町         | 赤名町         | 赤名町        | 赤名村                     | 赤名村                   | 昭和9年8月1日 町制 赤名町          | 昭和28年4月1日 赤名町              | 昭和32年1月1日 赤来町              | 赤来町                                   | 平成17年1月1日 飯南町        | 飯南町 |
| 上赤名村       | 上赤名村       | 上赤名村      | 赤名村                     | 赤名村                   | 昭和9年8月1日 町制 赤名町          | 昭和28年4月1日 赤名町              | 昭和32年1月1日 赤来町              | 赤来町                                   | 平成17年1月1日 飯南町        | 飯南町 |
| 下赤名村       | 下赤名村       | 下赤名村      | 赤名村                     | 赤名村                   | 昭和9年8月1日 町制 赤名町          | 昭和28年4月1日 赤名町              | 昭和32年1月1日 赤来町              | 赤来町                                   | 平成17年1月1日 飯南町        | 飯南町 |
| 邑智郡塩谷村   | 邑智郡塩谷村   | 塩谷村        | 邑智郡 谷村                | 邑智郡 谷村              | 邑智郡 谷村                        | 昭和28年4月1日 赤名町              | 昭和32年1月1日 赤来町              | 赤来町                                   | 平成17年1月1日 飯南町        | 飯南町 |
| 邑智郡井戸谷村 | 邑智郡井戸谷村 | 井戸谷村      | 邑智郡 谷村                | 邑智郡 谷村              | 邑智郡 谷村                        | 昭和28年4月1日 赤名町              | 昭和32年1月1日 赤来町              | 赤来町                                   | 平成17年1月1日 飯南町        | 飯南町 |
| 邑智郡畑田村   | 邑智郡畑田村   | 畑田村        | 邑智郡 谷村                | 邑智郡 谷村              | 邑智郡 谷村                        | 昭和28年4月1日 赤名町              | 昭和32年1月1日 赤来町              | 赤来町                                   | 平成17年1月1日 飯南町        | 飯南町 |

## 行政
歴代郡長
| 代 | 氏名 | 就任年月日                | 退任年月日                | 備考                   |
| -- | ---- | ------------------------- | ------------------------- | ---------------------- |
| 1  |      | 明治12年（1879年）1月12日 |                           |                        |
|    |      |                           | 大正15年（1926年）6月30日 | 郡役所廃止により、廃官 |